# Josquin (voornaam)
Josquin is een jongensnaam. 

## Etymologie
De etymologie van Josquin is onzeker. De volgende herkomsten zijn mogelijk:
- Afgeleid van Josse. 
  - De voornaam Josse is mogelijk afgeleid van gauz, de naam van een Germaanse god.
  - Een andere theorie is dat Josse verwant is aan het Bretonse Jodocus / Judocus. Het eerste deel van die naam stamt van het Keltische voorvoegsel jud- / iud-, "krijger", "aanvoerder", "heer". Deze voornaam is verwant aan de Engelse voornaam Joyce.
- Afgeleid van het Hebreeuwse יְהֹויָקִים, Jəhōjāqîm, Jojakim, "JHWH richt op" en daarmee verwant aan Joachim.
- Een Nederlands-Vlaamse vorm van 'Josken', een verkleinwoord van Jozef, van het Hebreeuwse יוֹסֵף, jôsef, "Hij moge toevoegen".

## Verwante namen
Aan Josquin zijn de volgende namen verwant:
- Joaquín
- Joaquim

## Bekende naamdragers
- Josquin des Prez - Oorspronkelijk heette deze componist Josquin Lebloitte (soms ook Jossequin Lebloitte). Het meest werd en wordt de componist aangeduid met alleen zijn voornaam. Er zijn veel varianten van zijn latere naam, waaronder Josquin des Prés en Josquin Desprez. In andere talen werd hij ook wel aangeduid als Josquinus / Iosquinus Pratensis of Jodocus / Iodocus a Prato.